# Анхелес Монтоліо
Анхелес Монтоліо (ісп. Ángeles Montolio; нар. 6 серпня 1975) — колишня іспанська тенісистка.
Найвищу одиночну позицію світового рейтингу — 22 місце досягла 25 лютого 2002, парну — 114 місце — 21 квітня 1997 року.
Здобула 3 одиночні титули.
Найвищим досягненням на турнірах Великого шолома було 3 коло в одиночному розряді.
Завершила кар'єру 2003 року.

## Фінали турнірів WTA

### Одиночний розряд: 5 (3–2)
| Перемога – Легенда                  |
| ----------------------------------- |
| Турніри Великого шолома (0–0)       |
| Tier I (0–0)                        |
| Tier II (0–0)                       |
| Tier III (1–1)                      |
| Турніри IV-ї та V-ї категорій (2–1) |

| Результат | W–L | Дата           | Турнір                                                | Покриття | Суперниця             | Рахунок            |
| --------- | --- | -------------- | ----------------------------------------------------- | -------- | --------------------- | ------------------ |
| Поразка   | 0–1 | 18 липня 1999  | Internazionali Femminili di Tennis di Palermo, Італія | Ґрунт    | Анастасія Мискіна     | 6–3, 6–7(3–7), 2–6 |
| Перемога  | 1–1 | 15 квітня 2001 | Estoril Open, Португалія                              | Ґрунт    | Олена Бовіна          | 3–6, 6–3, 6–2      |
| Перемога  | 2–1 | 6 травня 2001  | Бол, Хорватія                                         | Ґрунт    | Маріана Діас-Оліва    | 3–6, 6–2, 6–4      |
| Поразка   | 2–2 | 26 травня 2001 | Мадрид, Іспанія                                       | Ґрунт    | Аранча Санчес Вікаріо | 5–7, 0–6           |
| Перемога  | 3–2 | 7 квітня 2002  | Porto Open, Португалія                                | Ґрунт    | Магі Серна            | 6–1, 2–6, 7–5      |

## Фінали ITF
| турніри $75,000 |
| турніри $50,000 |
| турніри $25,000 |
| турніри $10,000 |

### Одиночний розряд (12–6)
| Результат | Ранг | Дата            | Турнір                     | Покриття | Суперниця               | Рахунок             |
| Поразка   | 1.   | 2 травня 1993   | Льєйда, Іспанія            | Ґрунт    | Роса Марія Льянерас     | 6–7(3), 6–3, 1–6    |
| Поразка   | 2.   | 9 травня 1993   | Балагер (Іспанія), Іспанія | Ґрунт    | Каролін Туар            | 7–6(5), 6–7(5), 4–6 |
| Перемога  | 1.   | 10 травня 1993  | Барселона, Іспанія         | Ґрунт    | Маріам Рамон Клімент    | 7–6(3), 6–4         |
| Поразка   | 3.   | 17 травня 1993  | Тортоса, Іспанія           | Ґрунт    | Марія Санчес Лоренсо    | 2–6, 5–7            |
| Перемога  | 2.   | 21 лютого 1994  | Валенсія, Іспанія          | Ґрунт    | Софія Празеріс          | 6–3, 6–0            |
| Поразка   | 4.   | 28 лютого 1994  | Мадрид, Іспанія            | Ґрунт    | Сара Пітковскі-Малькор  | 4–6, 3–6            |
| Перемога  | 3.   | 5 червня 1994   | Hebron, Іспанія            | Тверде   | Крістіна Торренс-Валеро | 6–3, 6–2            |
| Перемога  | 4.   | 12 червня 1995  | Еброн, Іспанія             | Ґрунт    | Федеріка Фортуні        | 7–6(5), 6–7(3), 6–4 |
| Перемога  | 5.   | 13 липня 1998   | Гечо, Іспанія              | Ґрунт    | Кіра Надь               | 7–6(4), 7–6(5)      |
| Перемога  | 6.   | 5 жовтня 1998   | Жирона, Іспанія            | Ґрунт    | Марта Марреро           | 6–4, 6–1            |
| Перемога  | 7.   | 1 лютого 1999   | Майорка, Іспанія           | Ґрунт    | Хісела Рієра            | 6–0, 6–3            |
| Перемога  | 8.   | 14 лютого 1999  | Майорка, Іспанія           | Ґрунт    | Емманюелль Курутше      | 6–3, 6–7(7) , 6–1   |
| Поразка   | 5.   | 29 березня 1999 | Понтеведра, Іспанія        | Тверде   | Анабель Медіна Гаррігес | 1–6, 2–6            |
| Перемога  | 9.   | 9 травня 1999   | Афіни, Греція              | Ґрунт    | Лаура Пена              | 6–0, 6–2            |
| Перемога  | 10.  | 16 травня 1999  | Единбург, Велика Британія  | Ґрунт    | Патріція Вартуш         | 6–3, 6–4            |
| Перемога  | 11.  | 20 червня 1999  | Марсель, Франція           | Ґрунт    | Крістіна Торренс-Валеро | 6–4, 7–5            |
| Поразка   | 6.   | 27 червня 1999  | Горіція, Італія            | Ґрунт    | Анастасія Мискіна       | 1–6, 3–6            |
| Перемога  | 12.  | 12 червня 2000  | Марсель, Франція           | Ґрунт    | Анабель Медіна Гаррігес | 6–2, 6–7(4), 6–4    |

### Парний розряд (1–3)
| Результат | NO | Дата           | Турнір                     | Покриття | Партнерка            | Суперниці у фіналі                 | Рахунок       |
| Поразка   | 1. | 3 травня 1993  | Балагер (Іспанія), Іспанія | Ґрунт    | Йоланда Клемот       | Мелісса Бідмен Ванесса Менга       | 2–6, 2–6      |
| Поразка   | 2. | 20 лютого 1995 | Валенсія, Іспанія          | Ґрунт    | Естефанія Боттіні    | Петра Рацлавська Катержина Шишкова | 6–4, 3–6, 5–7 |
| Поразка   | 3. | 10 червня 1996 | Будапешт, Угорщина         | Ґрунт    | Фабіола Сулуага      | Віраг Чурго Нора Кевеш             | 7–5, 5–7, 2–6 |
| Перемога  | 1. | 14 лютого 1999 | Майорка, Іспанія           | Ґрунт    | Марія Фернанда Ланда | Емманюелль Курутше Келлі Лігган    | 2–6, 6–4, 7–6 |

## Виступи в одиночних турнірах Великого шолома
| W | Ф | ПФ | ЧФ | #Р | КТ | К# | DNQ | A | NH |

| Турнір                                 | 1994 | 1995 | 1996 | 1997 | 1998 | 1999 | 2000 | 2001 | 2002 | 2003 | W–L  |
| -------------------------------------- | ---- | ---- | ---- | ---- | ---- | ---- | ---- | ---- | ---- | ---- | ---- |
| Відкритий чемпіонат Австралії з тенісу |      | 1р   |      | 1р   |      |      | 2р   | 1р   | 1р   | К1р  | 1–5  |
| Відкритий чемпіонат Франції з тенісу   | 1р   | К1р  | 1р   | 1р   |      | К2р  | 2р   | 2р   | 1р   |      | 2–6  |
| Вімблдонський турнір                   |      |      | 1р   |      |      |      | 1р   | 3р   | 1р   |      | 2–4  |
| Відкритий чемпіонат США з тенісу       | 1р   | К1р  | 1р   |      |      | 3р   | 1р   | 3р   | 1р   |      | 4–6  |
| В-П                                    | 0–2  | 0–1  | 0–3  | 0–2  | 0–0  | 2–1  | 2–4  | 5–4  | 0–4  | 0–0  | 9–21 |